# Epigomphus subobtusus
Epigomphus subobtusus – gatunek ważki z rodziny gadziogłówkowatych (Gomphidae). Występuje na terenie Ameryki Środkowej.